# Siphonophora media
Siphonophora media är en mångfotingart som beskrevs av Chamberlin 1920. Siphonophora media ingår i släktet Siphonophora och familjen Siphonophoridae. Inga underarter finns listade i Catalogue of Life.